# Стартове фінансування

Етапи фінансування стартапів

Стартове фінансування (англ. Seed funding, в англомовних виданнях зустрічається також англ. seed money або англ. seed capital) — високоризикові інвестиції в новий бізнес або компанії на ранньому етапі їх розвитку. Цей тип інвестицій має найбільший фінансовий ризик, проте і найбільшу окупність інвестицій в разі успіху компанії в порівнянні з інвестиціями на інших етапах існування компанії. Стартове фінансування може бути отримано за рахунок коштів друзів, родини, бізнес-ангелів, або через краудфандинг.
Англійське слово seed (насіння) вказує на дуже ранні інвестиції, призначені для підтримки бізнесу, поки він не може генерувати певний прибуток, або поки компанія не буде готова для подальших інвестицій.

## Використання
Кошти, отримані від стартового фінансування, можуть бути використані для оплати попередніх операцій, таких як дослідження ринку або розробки прототипу продукту. Засновники компанії можуть бути сід-інвесторами самостійно, використовуючи власні заощадження та кредити. 